# HMS Orpheus (N46)
| «Орфеус» (N46)                                                                | «Орфеус» (N46)                                                                                           | «Орфеус» (N46)                                                                                           |
| ----------------------------------------------------------------------------- | --- | --- |
| HMS Orpheus (N46)                                                             | | |
|                                                                               | | |
| Однотипний британський підводний човен «Одін» неподалік від Гонконга. 1930-ті | | |
| Верф                                                                          | William Beardmore and Company, Клайдбанк                                                                 | William Beardmore and Company, Клайдбанк                                                                 |
| Під прапором                                                                  | Велика Британія                                                                                          | Велика Британія                                                                                          |
| Належність                                                                    | Військово-морські сили Великої Британії                                                                  | Військово-морські сили Великої Британії                                                                  |
| Порт приписки                                                                 | Портсмут, Александрія, Гонконг                                                                           | Портсмут, Александрія, Гонконг                                                                           |
| На честь                                                                      | Орфей — напівміфічного уславленого співака і поета, персонажа давньогрецької міфології                   | Орфей — напівміфічного уславленого співака і поета, персонажа давньогрецької міфології                   |
| Замовлення                                                                    | 21 грудня 1926                                                                                           | 21 грудня 1926                                                                                           |
| Закладений                                                                    | 14 квітня 1927                                                                                           | 14 квітня 1927                                                                                           |
| Спуск на воду                                                                 | 26 лютого 1929                                                                                           | 26 лютого 1929                                                                                           |
| Введений до складу флоту                                                      | 23 вересня 1930                                                                                          | 23 вересня 1930                                                                                          |
| На службі                                                                     | 1930–1940                                                                                                | 1930–1940                                                                                                |
| Загибель                                                                      | Після 19 червня 1940 року вважається зниклим безвісти                                                    | Після 19 червня 1940 року вважається зниклим безвісти                                                    |
| Сучасний статус                                                               | зниклий безвісти                                                                                         | зниклий безвісти                                                                                         |
| Бойовий досвід                                                                | Друга світова війна Битва на Середземному морі                                                           | Друга світова війна Битва на Середземному морі                                                           |
| Проєкт                                                                        | | |
| Класифікація ПЧ                                                               | океанський дизель-електричний підводний човен                                                            | океанський дизель-електричний підводний човен                                                            |
| Тип ПЧ                                                                        | Підводний човен типу «Одін»                                                                              | Підводний човен типу «Одін»                                                                              |
| Основні характеристики                                                        | | |
| Швидкість (надводна)                                                          | 17,5 вузла (32,4 км/год)                                                                                 | 17,5 вузла (32,4 км/год)                                                                                 |
| Швидкість (підводна)                                                          | 9 вузлів (17 км/год)                                                                                     | 9 вузлів (17 км/год)                                                                                     |
| Дальність плавання                                                            | 8400 миль (15 600 км) на швидкості 10 вузлів (надводна) 70 миль (130 км) на швидкості 4 вузли (підводна) | 8400 миль (15 600 км) на швидкості 10 вузлів (надводна) 70 миль (130 км) на швидкості 4 вузли (підводна) |
| Екіпаж                                                                        | 53—55 офіцерів та матросів                                                                               | 53—55 офіцерів та матросів                                                                               |
| Розміри                                                                       | | |
| Довжина найбільша (по КВЛ)                                                    | 86,41 м                                                                                                  | 86,41 м                                                                                                  |
| Ширина корпусу найб.                                                          | 9,1 м | 9,1 м |
| Середня осадка (по КВЛ)                                                       | 4,04 м                                                                                                   | 4,04 м                                                                                                   |
| Водотоннажність надводна                                                      | 1 810 тонн                                                                                               | 1 810 тонн                                                                                               |
| Водотоннажність підводна                                                      | 2 060 тонн                                                                                               | 2 060 тонн                                                                                               |
| Силова установка                                                              | | |
| Дизель-електрична: 2 × дизельних двигуни Admiralty 2 × електродвигуни         | | |
| Гвинти                                                                        | 2 | 2 |
| Потужність                                                                    | 4600 к.с. (дизель) 350 к. с. (електродвигун)                                                             | 4600 к.с. (дизель) 350 к. с. (електродвигун)                                                             |
| Озброєння                                                                     | | |
| Артилерія                                                                     | 1 × 102-мм гармата QF 4 inch Mk XII                                                                      | 1 × 102-мм гармата QF 4 inch Mk XII                                                                      |
| Торпедно- мінне озброєння                                                     | 8 (6 — носових, 2 — кормових) × 533-мм торпедних апаратів 16 торпед                                      | 8 (6 — носових, 2 — кормових) × 533-мм торпедних апаратів 16 торпед                                      |
| ППО                                                                           | 2 кулемети Lewis                                                                                         | 2 кулемети Lewis                                                                                         |
| Електроніка                                                                   | ASDIC | ASDIC |

«Орфеус» (N46) (англ. HMS Orpheus (N46) — військовий корабель, підводний човен типу «Одін» Королівського ВМФ Великої Британії часів Другої світової війни.

## Історія створення
Підводний човен «Орфеус» був закладений 14 квітня 1927 року на верфі компанії William Beardmore and Company у Клайдбанку. 26 лютого 1929 року він був спущений на воду, а 23 вересня 1930 року увійшов до складу Королівського ВМФ Великої Британії.

## Історія служби
Підводний човен брав обмежену участь у Другій світовій війні, здійснивши п'ять бойових походів у Тихому та Індійському океанах.
Після 21:15 19 червня 1940 року, коли «Орфеус» подав свій останній сигнал, британський човен вважається зниклим безвісти. Ймовірно у червні 1940 року потоплений глибинними бомбами італійського есмінця «Турбіне» у Середземному морі північніше Тобрука. Також, не виключається можливість підриву на мінному полі у цей час. Рештки підводного човна досі не знайдено.